# Charézier
Charézier est une commune française située dans le département du Jura, dans la région culturelle et historique de Franche-Comté et la région administrative Bourgogne-Franche-Comté.

## Géographie

### Climat
Pour des articles plus généraux, voir Climat de la Bourgogne-Franche-Comté et Climat du département du Jura.
En 2010, le climat de la commune est de type climat de montagne, selon une étude du Centre national de la recherche scientifique s'appuyant sur une série de données couvrant la période 1971-2000. En 2020, Météo-France publie une typologie des climats de la France métropolitaine dans laquelle la commune est exposée à un climat semi-continental et est dans la région climatique  Jura, caractérisée par une forte pluviométrie en toutes saisons (1 000 à 1 500 mm/an), des hivers rigoureux et un ensoleillement médiocre. 
Pour la période 1971-2000, la température annuelle moyenne est de 9,6 °C, avec une amplitude thermique annuelle de 16,9 °C. Le cumul annuel moyen de précipitations est de 1 538 mm, avec 13,6 jours de précipitations en janvier et 9,6 jours en juillet. Pour la période 1991-2020, la température moyenne annuelle observée sur la station météorologique de Météo-France la plus proche, « Cogna », sur la commune de Cogna à 4 km à vol d'oiseau, est de 10,8 °C et le cumul annuel moyen de précipitations est de 1 557,5 mm. 
La température maximale relevée sur cette station est de 39 °C, atteinte le 12 août 2003 ; la température minimale est de −18,5 °C, atteinte le 6 février 2012,,. 
Les paramètres climatiques de la commune ont été estimés pour le milieu du siècle (2041-2070) selon différents scénarios d'émission de gaz à effet de serre à partir des nouvelles projections climatiques de référence DRIAS-2020. Ils sont consultables sur un site dédié publié par Météo-France en novembre 2022.

## Urbanisme

### Typologie
Au 1er janvier 2024, Charézier est catégorisée commune rurale à habitat dispersé, selon la nouvelle grille communale de densité à sept niveaux définie par l'Insee en 2022.
Elle est située hors unité urbaine. Par ailleurs la commune fait partie de l'aire d'attraction de Lons-le-Saunier, dont elle est une commune de la couronne,. Cette aire, qui regroupe 139 communes, est catégorisée dans les aires de 50 000 à moins de 200 000 habitants,.

### Occupation des sols
L'occupation des sols de la commune, telle qu'elle ressort de la base de données européenne d’occupation biophysique des sols Corine Land Cover (CLC), est marquée par l'importance des territoires agricoles (64,8 % en 2018), une proportion identique à celle de 1990 (64,8 %). La répartition détaillée en 2018 est la suivante : 
forêts (33,5 %), prairies (29,2 %), terres arables (26,2 %), zones agricoles hétérogènes (9,3 %), eaux continentales (1,7 %). L'évolution de l’occupation des sols de la commune et de ses infrastructures peut être observée sur les différentes représentations cartographiques du territoire : la carte de Cassini (XVIIIe siècle), la carte d'état-major (1820-1866) et les cartes ou photos aériennes de l'IGN pour la période actuelle (1950 à aujourd'hui).

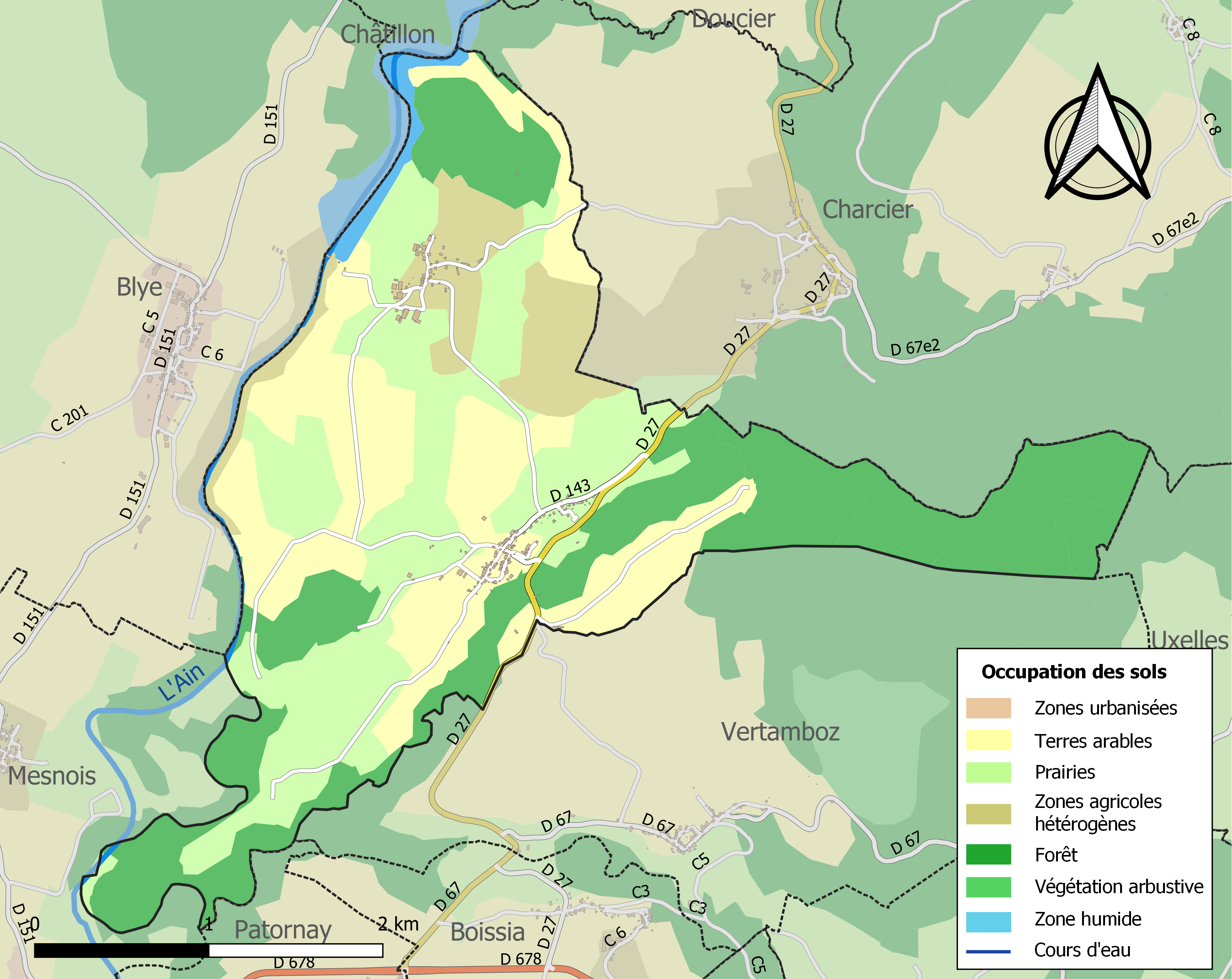
Carte des infrastructures et de l'occupation des sols de la commune en 2018 (CLC).

## Histoire

### Le mont Saint-Sorlin

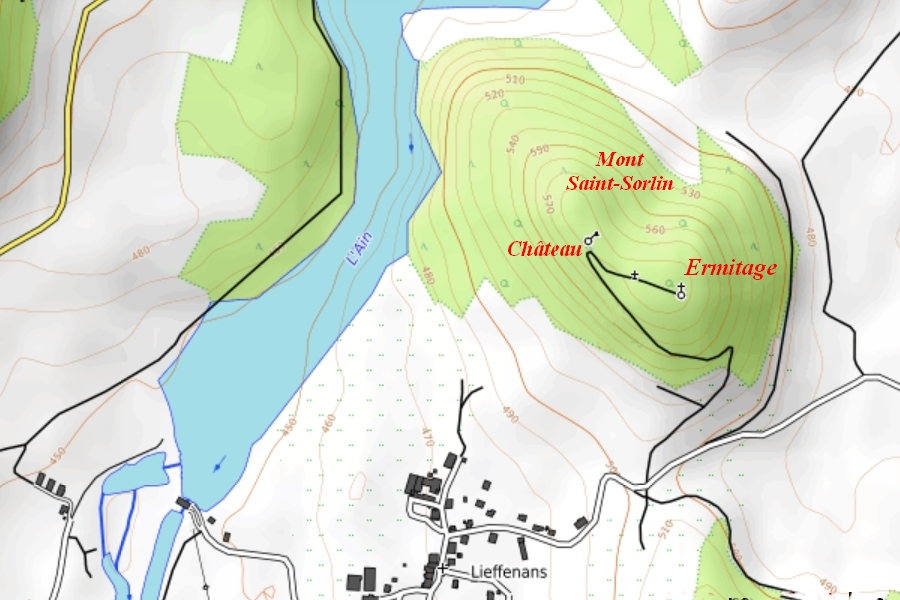
Le site du mont Saint-Sorlin

Le mont Saint-Sorlin est une butte-témoin qui domine la rivière d’Ain de 150 mètres dans son cours moyen entre Chatillon et Blye. Placé sur la rive gauche, à l'est de la rivière, il se trouve aujourd’hui sur le territoire du hameau de Lieffenans, commune de Charézier, dans le département du Jura.
Il culmine à 580 m et son sommet a été occupé depuis au moins l’époque romaine : on peut penser qu’une garnison était installée dans le secteur pour contrôler la vallée de l’Ain et la route entre les sanctuaires celtiques et gallo-romains du lac d’Antre près de Villards-d'Héria et Champagnole (Saint-Germain-en-Montagne et Mont Rivel) et au-delà vers Salins. On suppute aussi la présence d’un temple dédié au dieu Saturne sur le sommet de la colline qui aurait été christianisé par un édifice consacré à saint Saturnin tandis qu’une bourgade s’installait sur le flanc est.

### Le site religieux de Saint-Sorlin

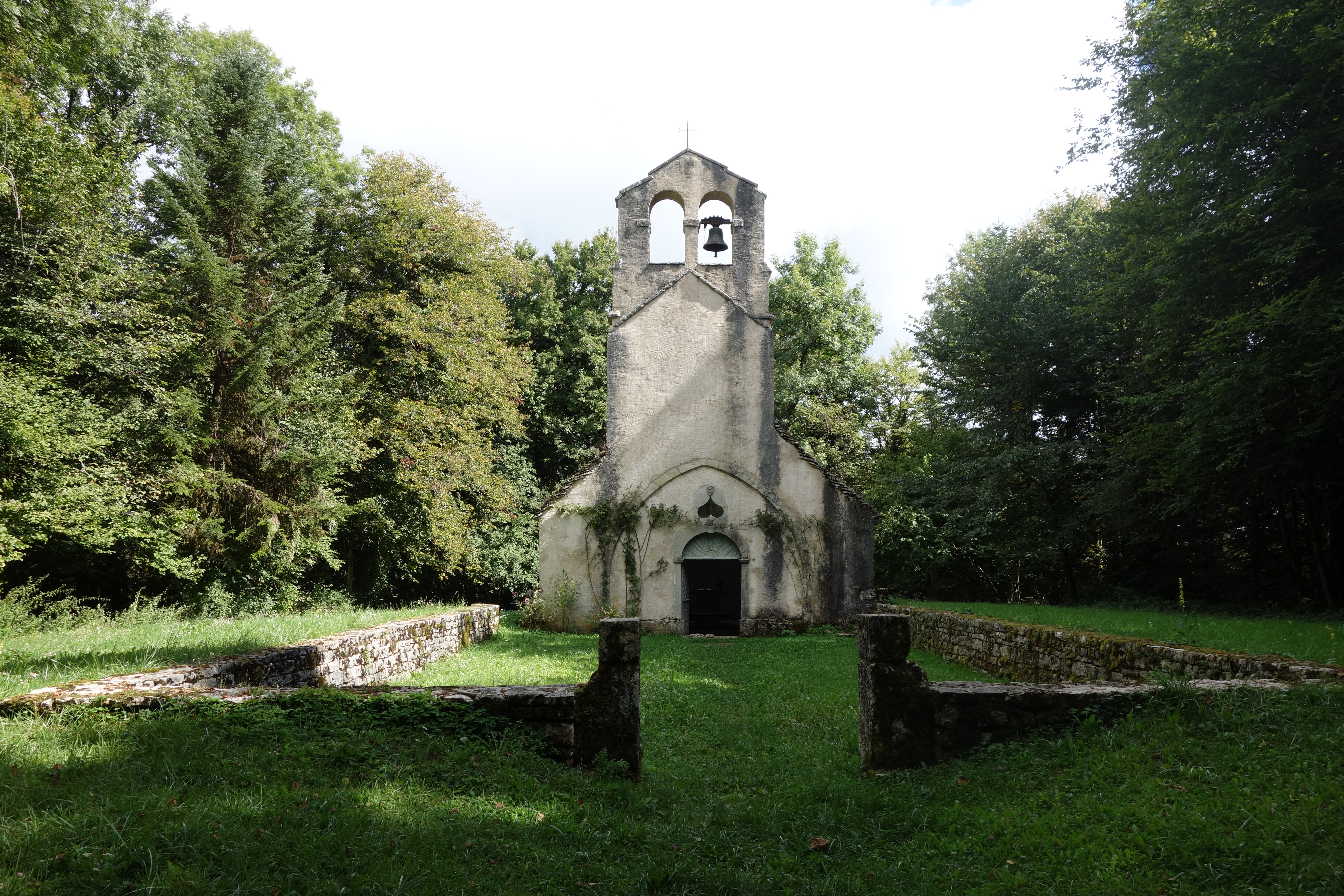
Ermitage de Saint-Sorlin

Vers l’an 600 des moines venus de l’abbaye de Saint-Oyan (abbaye de Saint-Claude) fondèrent sur la partie sud du sommet une église dédiée à saint Saturnin, évêque de Toulouse et martyr, sans doute choisi pour effacer le souvenir du temple romain dédié à Saturne, tandis qu’un important village fortifié nommé Saint-Sorlin, déformation locale de saint Saturnin, se développait sur le versant oriental : il devint le centre de la grande paroisse de Saint-Sorlin (elle englobait par exemple Doucier ou Marigny) qui payait une partie de dîme à l’abbaye de Saint-Claude.
Le village fut ravagé en 1361 par une des Grandes Compagnies composée des mercenaires de la guerre de Cent Ansdémobilisés qui, sous la conduite de Jacques Huet, parcourait les bords de l’Ain, pillant et semant la désolation aux environs de Lons-le-Saunier et de Clairvaux. Le château résista mais les habitants quittèrent Saint-Sorlin pour les villages environnants : la grande église du sommet – sans doute transformée au XVe siècle - fut cependant conservée comme lieu de culte jusqu’en 1686, alors qu'elle menaçait de tomber en ruines. Désaffectée, elle s’écroula ; seul le chœur demeura mais en piteux état. Celui-ci fut transformé en une sorte de chapelle et il retrouva un rôle au moment de la Révolution où les lieux servirent de refuge à des prêtres réfractaires pendant quelques années. Le bâtiment à l’abandon fut finalement réhabilité par une ermite en 1834.
En effet, Joseph-Elie Simonin, originaire de Lieffenans, y installa alors six cellules monacales à l’arrière du bâtiment du chœur qu’il releva de ses ruines et qu’il transforma en chapelle en édifiant un clocher-porche. Il le décora de statues évoquant le martyre de saint Sorlin (saint Saturnin ou saint Sernin) : la tête est représentée au fronton et les deux mains encadrent le porche alors que sur le seuil figurent les pieds entourés par la queue d’un bœuf. Saturnin qui refusait de sacrifier un taureau aux dieux romains fut - dit-on - attaché à la queue de l’animal qui fit périr l’évêque en le traînant dans la campagne en l’an 250.
L’ermite vécut là-haut de 1834 à 1837 avec sa femme et quelques compagnons puis de nouveau de 1848 à 1852 quand, deux ans après la mort de sa femme, il rejoignit la congrégation des missionnaires du Saint-Esprit près d’Amiens puis dans le Puy-de-Dôme où il mourut en 1856. Ses restes reposent à Saint-Sorlin depuis 1987.
Un incendie détruisit les cellules de l’ermitage en 1885 et celui-ci redevint un lieu de pèlerinage et aussi un site touristique accessible par un chemin piétonnier d’environ un kilomètre.

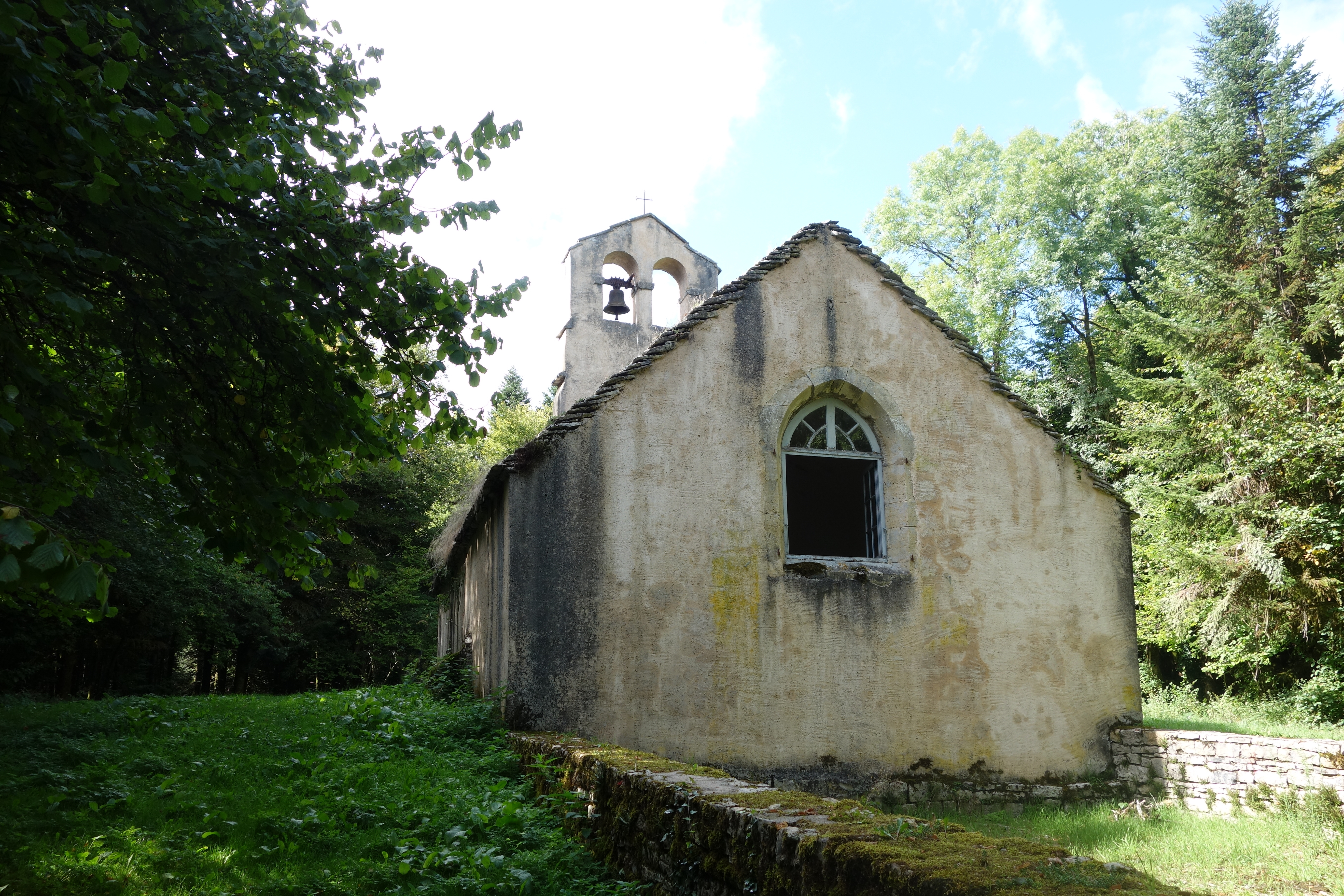
Ermitage de Saint-Sorlin - vue arrière : c'est là qu'étaient situées les cellules de l'ermitage installé au XIXe siècle
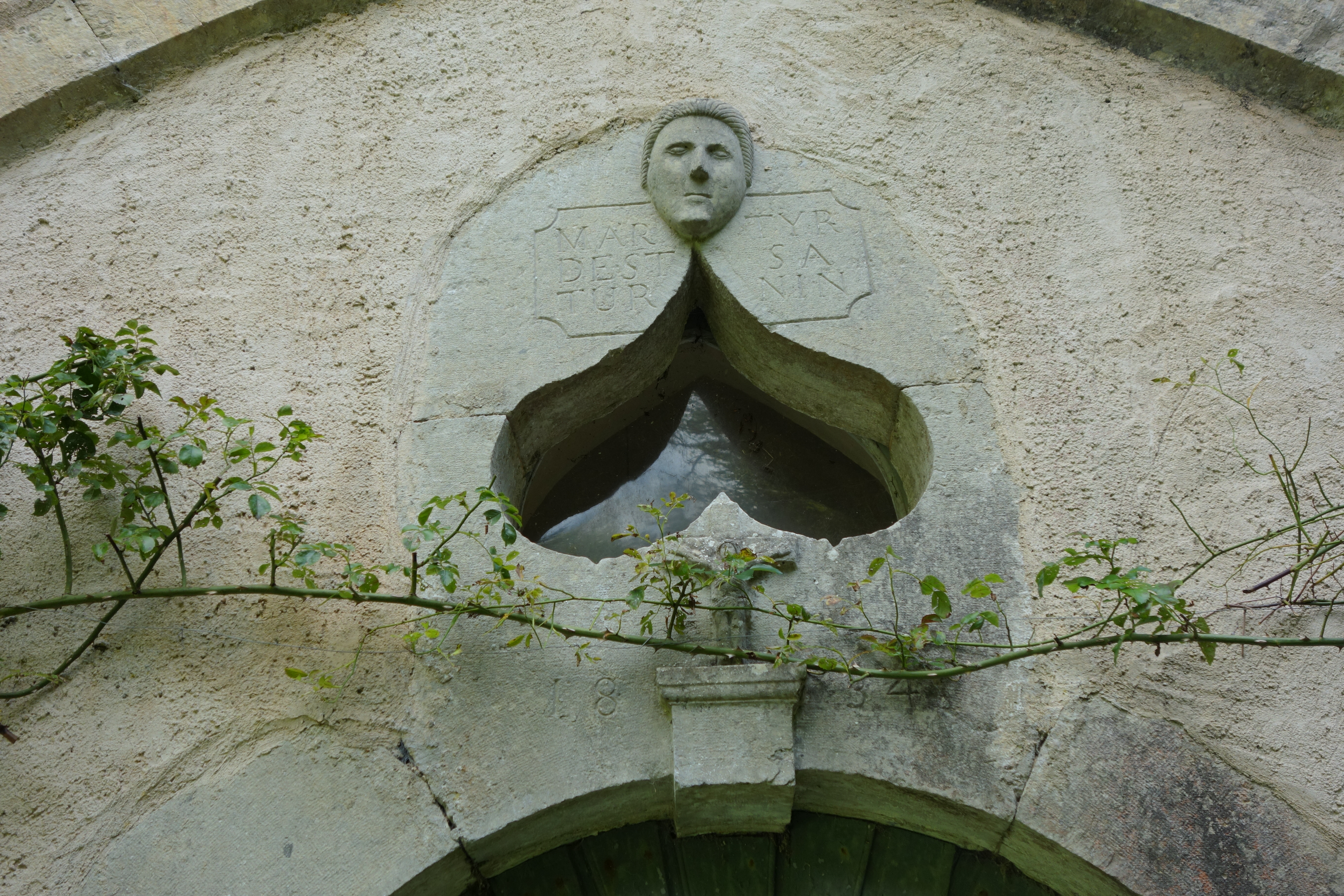
Ermitage de Saint-Sorlin - sculpture du XIXe s. d'une tête de saint Saturnin au-dessus du porche
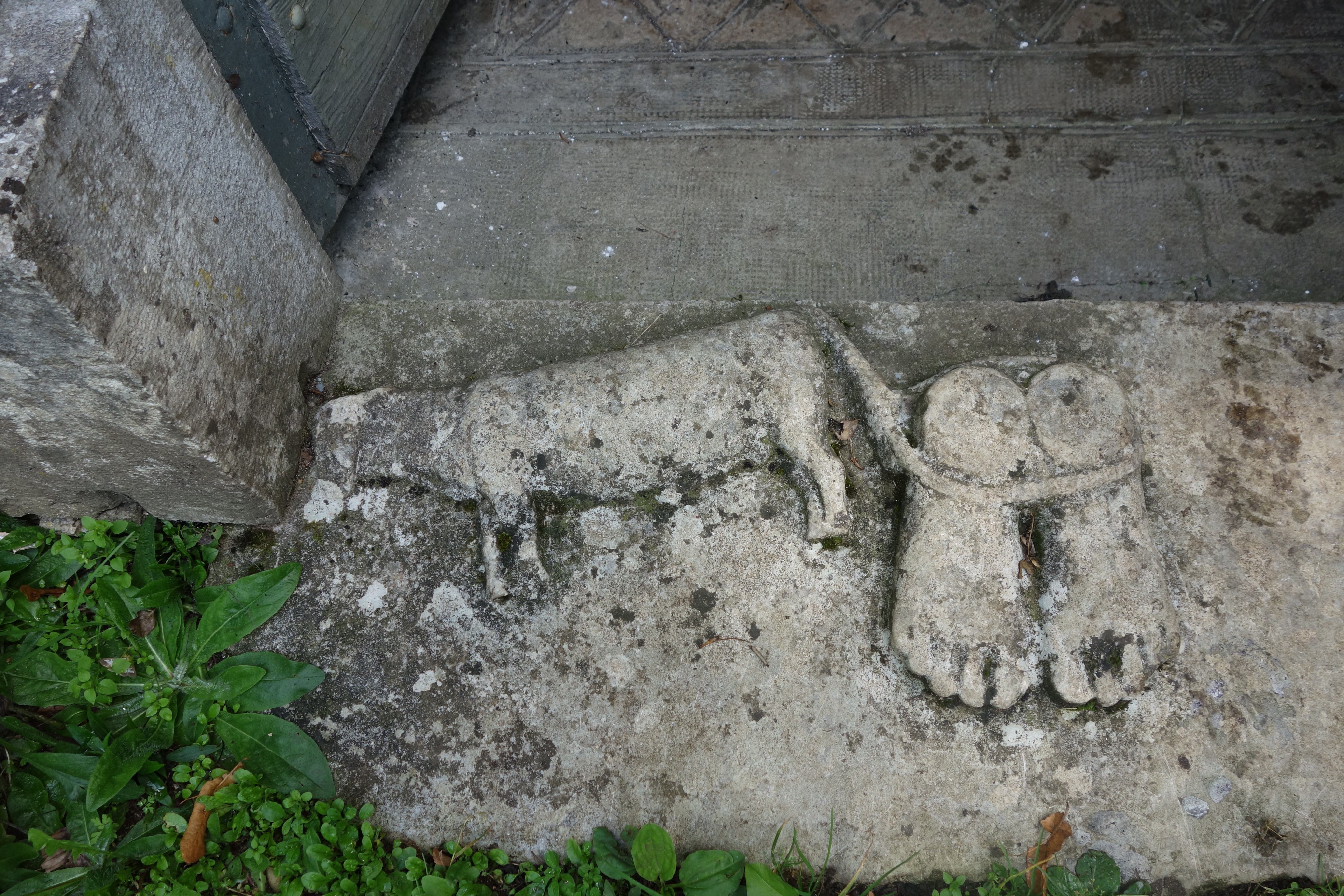
Ermitage de Saint-Sorlin - représentation du martyre de saint Saturnin sur le seuil du porche (taureau - pieds attachés)

### Le château de Saint-Sorlin

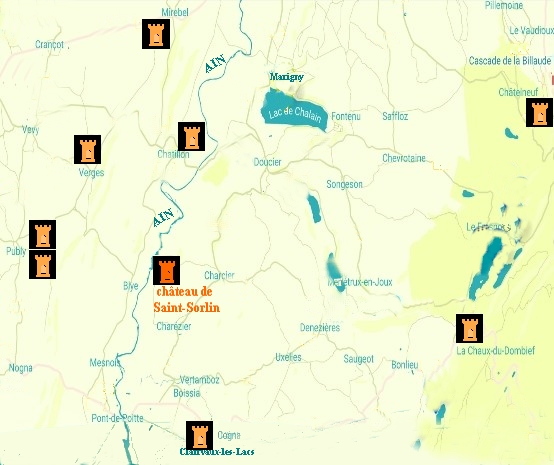
Châteaux-forts dans le secteur du mont Saint-Sorlin

Le château a été construit par les sires de Clairvaux qui s’inquiétaient des ambitions de leurs voisins de 1301 à 1312 sur la partie nord du sommet dominant la rivière d’Ain en profitant des défenses offertes par les escarpements du relief. En effet la fin du XIIIe siècle et le début du XIVe siècle voient s’intensifier dans le Jura actuel les rivalités entre seigneuries qui élévent de nombreux châteaux-forts dans le secteur : château de Beauregard à Publy consolidé par les sires de Monnet, château de Mirebel de la famille de Vienne et aussi château de Chatillon vendu aux ambitieux sires d’Arlay en 1298 qui  se confrontaient aux Cluzel de Clairvaux en édifiant à partir de 1304 le château de l'Aigle  à l'entrée de La Chaux-du-Dombief sur les plateaux du Grandvaux et le château de Binans, - aujourd’hui à Publy – qui domine la rive ouest de l’Ain ).
On démembra la seigneurie de Clairvaux en 1312 pour créer la baronnie de Mont-Saint-Sorlin qui fut attribuée en fief à Nicole de Clairvaux avec les villages environnants d'Auge, Barésia, Blesney, Charcier, Charézier, La Charne, Cogna, Lieffenans, Piételle, Uxelles et Vertamboz et la garde de la chartreuse de Bonlieu. « Le seigneur avait toute justice, haute, moyenne et basse, la banalité des fours, des moulins, les épaves, la montre d'armes, des prestations en nature et en argent, et tous les autres droits inhérents à la haute justice ». Les héritiers revendirent bientôt (en 1340) la baronnie de Saint-Sorlin à la famille de La Baume de Montrevel, une des plus importantes de la Bresse qui possédait déjà près d'Arinthod le fief de Vallefin qui relevait du château d’Orgelet. Guillaume de La Baume, dont les successeurs seront faits comtes de Montrevel en 1427, devint ainsi baron de Saint-Sorlin (ou de Mont-Saint-Sorlin) . Ses descendants conservèrent le titre avant de le transmettre à la fin du XVIIe siècle à la famille Bauffremont qui possédait déjà Clairvaux.
Le château qui constituait une forteresse imposante sur 40 ares fut détruit en 1479 par les armées du roi de France Louis XI en guerre contre l’Espagne : il n’en reste que quelques ruines.

## Politique et administration
| Période    | Période   | Identité         | Étiquette | Qualité |
| ---------- | --------- | ---------------- | --------- | ------- |
| avant 1995 | ?         | Henri Maitre     | DVD       |         |
| mars 2001  | mars 2008 | Denis Germain    |           |         |
| mars 2008  | mars 2014 | Frédéric Pasteur |           |         |
| mars 2014  | 2020      | Bernard Girardot | LREM      | Cadre   |
| 2020       | En cours  | Stéphane Bellat  |           |         |

## Démographie
L'évolution du nombre d'habitants est connue à travers les recensements de la population effectués dans la commune depuis 1793. Pour les communes de moins de 10 000 habitants, une enquête de recensement portant sur toute la population est réalisée tous les cinq ans, les populations de référence des années intermédiaires étant quant à elles estimées par interpolation ou extrapolation. Pour la commune, le premier recensement exhaustif entrant dans le cadre du nouveau dispositif a été réalisé en 2006.

En 2022, la commune comptait 169 habitants, en évolution de −1,74 % par rapport à 2016 (Jura : −0,81 %, France hors Mayotte : +2,11 %).
| 1793 | 1800 | 1806 | 1821 | 1831 | 1836 | 1841 | 1846 | 1851 |
| ---- | ---- | ---- | ---- | ---- | ---- | ---- | ---- | ---- |
| 174  | 191  | 192  | 198  | 291  | 283  | 280  | 271  | 274  |

| 1856 | 1861 | 1866 | 1872 | 1876 | 1881 | 1886 | 1891 | 1896 |
| ---- | ---- | ---- | ---- | ---- | ---- | ---- | ---- | ---- |
| 256  | 265  | 262  | 251  | 251  | 242  | 225  | 207  | 186  |

| 1901 | 1906 | 1911 | 1921 | 1926 | 1931 | 1936 | 1946 | 1954 |
| ---- | ---- | ---- | ---- | ---- | ---- | ---- | ---- | ---- |
| 169  | 165  | 152  | 156  | 142  | 138  | 135  | 140  | 146  |

| 1962 | 1968 | 1975 | 1982 | 1990 | 1999 | 2006 | 2011 | 2016 |
| ---- | ---- | ---- | ---- | ---- | ---- | ---- | ---- | ---- |
| 141  | 140  | 110  | 104  | 116  | 139  | 146  | 144  | 172  |

| 2021 | 2022 | - | - | - | - | - | - | - |
| ---- | ---- | - | - | - | - | - | - | - |
| 172  | 169  | - | - | - | - | - | - | - |

## Culture locale et patrimoine

### Lieux et monuments
- Ruines du château (XIIIe s);

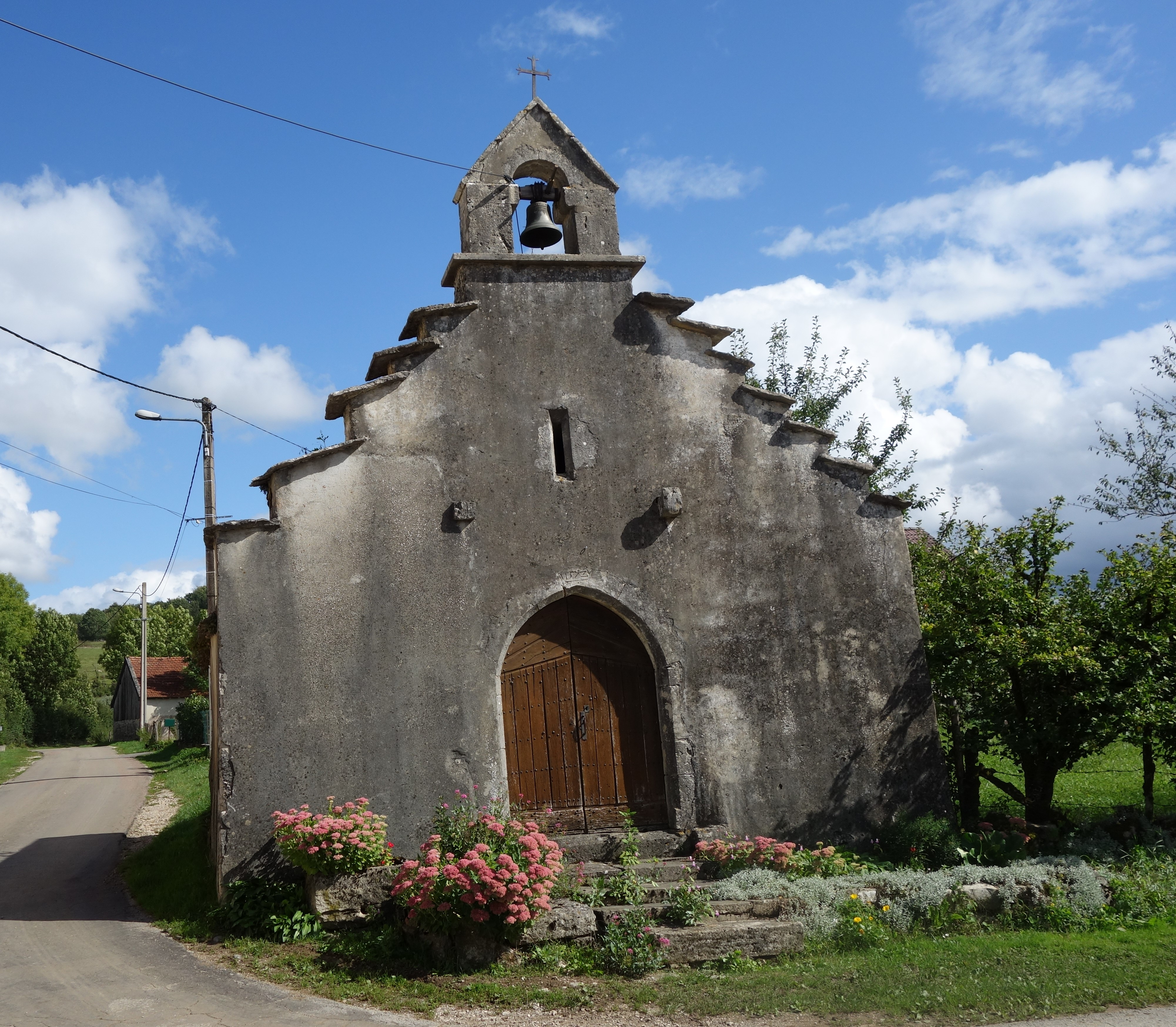
Chapelle Saint-Sauveur (Lieffenans)

- Sculpture de Saint Antoine (XVIe s)
- Chapelle Saint-Antoine (XIXe s);
- Chapelle Saint-Sauveur (Lieffenans);
- Ermitage de Saint-Sorlin (XIXe s);
- Fontaines (5);
- Lavoirs (2);
- Barrage de Blye-Charézier (XXe s), sis à Lieffenans, inscrit à l'IGPC depuis 1995[22]. La centrale électrique a été mise en service en 1957 ; le barrage, d'une longueur de 250 m, est de type poids, avec une retenue d'eau d'un million de m³ et de 56 hectares. 12 millions de kWh sont produits par an.